# Thành công

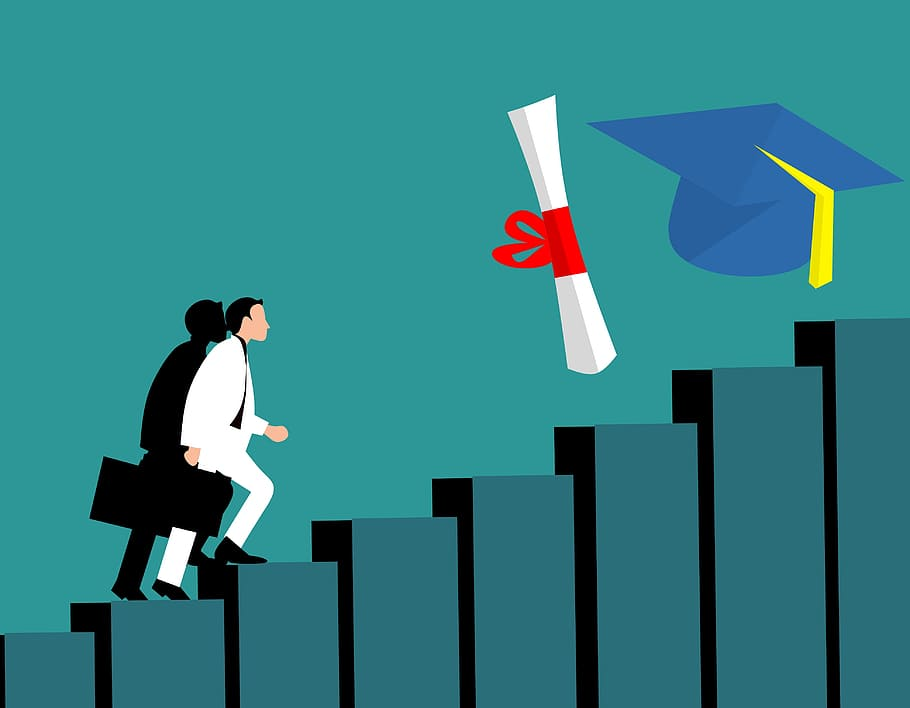
Nấc thang đến thành công, hình minh họa ngụ ý con đường đến thành công đi lên từng bước, với sự nỗ lực, quyết tâm, khát vọng thành công và kỷ luật, kiên trì

Thành công (Success) là trạng thái hoặc điều kiện hay kết quả đáp ứng được hoàn toàn đạt được một mục tiêu hoặc một phần kỳ vọng. Thành công là đạt được một mục tiêu hoặc những mục tiêu mà một người đã đặt ra cho mình. Thành công là làm được những gì mà mình dự định. Nó có thể được xem là đối lập với sự thất bại và là nhân tố của cái gọi là sự thành bại. Từ "thành công" trong tiếng Anh là "Success", trong thời Trung cổ, từ này liên quan đến người sẽ được kế vị ngai vàng. Từ Success (thành công) có nguồn gốc từ một từ Latin là Succeder nghĩa là Người kế vị. Thành công theo nghĩa đen có nghĩa là "trở nên tốt đẹp hoặc đạt đến một mục tiêu hay một kết cục mong muốn". Như vậy, thành công chính là sự tích lũy các sự kiện đem lại một kết quả tốt đẹp hoặc đạt được những mục tiêu mong muốn. Sự thành công có thể được tìm thấy trong vô vàn lĩnh vực khác nhau như tài chính, thể trạng, tâm linh, cảm xúc, tính cộng đồng hoặc quan hệ gia đình. Thành công được biểu hiện ra bên ngoài chính là sự thành đạt, giàu có hoặc chiến thắng hay công danh, sự nghiệp. Thành công có thể là sự nổi tiếng, giàu có và địa vị xã hội.

## Đại cương
Định nghĩa thành công thực sự tùy thuộc vào vị trí mà một người đang có trong cuộc sống hoặc đang hướng sự chú ý của mình vào đâu. Dầu đang ở thời đoạn nào trong cuộc sống, các điều kiện đang đối mặt, các tình huống, các sự kiện và những con người vốn thu hút phần lớn sự tập trung chú ý thì chắc chắn sẽ luôn ảnh hưởng đến định nghĩa về thành công. Các tiêu chí để thành công phụ thuộc vào bối cảnh và có thể liên quan đến một hệ thống quy chiếu hoặc niềm tin cụ thể. Một người có thể coi là thành công mà người khác coi là thất bại, đặc biệt là trong các trường hợp cạnh tranh trực tiếp hoặc các trò chơi. Tương tự, mức độ thành công hoặc thất bại trong một tình huống có thể được những người quan sát hoặc những người tham gia riêng biệt nhìn nhận một cách khác nhau, chẳng hạn như một tình huống mà một người coi là thành công, một tình huống khác có thể coi là thất bại, một bộ phim có thể thất bại về mặt thương mại hoặc thậm chí là quả bom phòng vé có thể tiếp tục nhận được lượng người theo dõi tán thưởng. Napoleon Hill là một trong những tác giả đã nghiên cứu và chỉ ra các quy luật của thành công, một trong những người sáng lập nên một thể loại văn học hiện đại đó là môn "thành công học" (là khoa học về sự thành công của cá nhân).

## Vai trò
Bất kể việc thuộc về nền văn hóa nào, thuộc chủng tộc hay tôn giáo nào, có được nền tảng kinh tế hoặc vị thế xã hội ra sao, hầu hết mọi người đều đồng ý rằng thành công có tầm quan trọng sống còn đối với sự phồn vinh và hạnh phúc của các cá nhân, các đơn vị gia đình cũng như các nhóm xã hội và cả sự sống sót, phát triển của tất cả những thành phần ấy trong tương lai. Thành công đem lại sự tự tin, sự an toàn, cảm giác thoải mái dễ chịu, khả năng đóng góp ở một mức độ cao hơn cùng với hy vọng lãnh đạo người khác xét theo những gì có thể. Nếu không có sự thành công, bạn cũng như các hội nhóm, các công ty các mục tiêu và các ước mơ của bạn, thậm chí toàn bộ nền văn minh cũng sẽ không thể tồn tại. Thành công luôn cần thiết để duy trì sự tồn tại của con người, những thiết chế và bao nhiêu điều khác, thành công có tầm quan trọng sống còn. Thành công cũng không kém phần quan trọng đối với cảm giác cá nhân của mỗi người về mình. Nó thúc đẩy sự tự tin, trí tưởng tượng và ý thức về sự an toàn, đồng thời nhấn mạnh đến ý nghĩa của sự cống hiến, đóng góp.

## Các nhận định
Napoleon Hill cho rằng khát vọng là điểm khởi đầu của mọi thành công, Raymond Holliwell cho rằng "Khát vọng tạo ra sức mạnh". Theo Gran Cardone thì có ba yếu tố để thành công: coi thành công là cực kỳ quan trong, thành công là nghĩa vụ và không bao giờ có sự thiếu hụt về số lượng của sự thành công và "Một người tự giới hạn các tiềm năng thành công của mình cũng sẽ hạn chế những gì sẽ làm để tạo ra và duy trì thành công". Theo Rory Vaden thì thành công chỉ tóm tắt lại trong một từ là Kỷ luật vì kỉ luật bản thân sẽ loại bỏ sự trì hoãn, những rối loạn, sự sao nhãng và sự ngu dốt, cũng theo Rory Vaden thì thành công thường không phải là kết quả của những lựa chọn lớn, mà là tổng hợp của những quyết định nhỏ và có vẻ vụn vặt. Thành công toàn diện phụ thuộc vào những quy luật nhất định, chủ yếu dựa trên quy luật nhân quả, "Gieo nhân nào, gặt quả đó". Một ngạn ngữ khuyết danh: "Thành công không phải là điều chờ đợi ta, đó là điều mà ta phải đeo đuổi".
Albert Gray có lần nói: "Những người thành công thiết lập thói quen làm những việc mà những người thất bại không thích làm". Theo Keith D. Harrell thì "thái độ quyết định thành công của bạn". Samuel Beckett nói: "Hãy thử lần nữa. Thất bại lần nữa. Thất bại tốt hơn", còn George S. Patton Jr nói: "Thành công là độ cao mà bạn nảy lên sau khi rơi xuống đáy". Thành công là vấn đề lựa chọn chứ không phải phụ thuộc vào hoàn cảnh. Peter Drucker cho rằng: "Bất cứ ở đâu bạn nhìn thấy thành công, chắc chắn đã có ai đó từng đưa ra một quyết định dũng cảm". Napoleon Hill từng phát biểu rằng: Bạn có thể đạt được thành công nhanh nhất, tốt nhất bằng cách hỗ trợ cho người khác thành công. Người thành công chọn cách không làm người tầm thường trong cuộc đời và có câu khuyết danh: "Có những người nằm mơ ước về thành công, trong khi những người khác thì tỉnh dậy và làm việc chăm chỉ để biến nó thành sự thật". Người ta dường như thích thú đắm chìm trong những tiếc nuối, những lời trên rỉ than vãn như: "Thật không công bằng", họ nói như thể họ là nạn nhân vậy. Đó không phải là cách để đi đến thành công. Lập kế hoạch và thực hiện nó là cách mà người thành công làm. Ăn mặc như một người thành công, bạn sẽ được đối xử như một người thành công.